# Suffer
SUFFER jsou jihočeská pop-punková kapela založená v roce 1997 na kořenech kapely WRONG JOKE, ve které působili všichni tři zakládající (a stávající) členové SUFFER – Míra, Roman a Honza. Od začátku měli kluci jasno, chtějí hrát hudbu, kterou sami poslouchají a mají rádi. Již od té doby je v jejich tvorbě znát vliv US melo hc/punkových kapel 90. let převážně (ale nejen) z hudebních stájí Fat Wreck a Revelation.

## Historie

### 1998 - 1999
Svůj debutový počin - 8 písňové CD-R "Shut Up And Suffer" (Samuel Recs. 001) vydávají SUFFER v roce 1998. Kapela i nahrávka se těší příznivým kritikám a tak koncem roku 1999 přichází na řadu nahrání dalšího alba. Tím je dnes již legendární CD "When The Whales Die" (Samuel Recs. 004), které vychází na jaře roku 2000. Následným neúnavným koncertováním se dostávají SUFFER do povědomí širšího publika, upevňují si svou pozici na CZ hc/punkrockové scéně a pracují na novém materiálu. Během následujících měsíců nahrávají 5 skladeb, které však nikdy nespatří světlo světa jako celek, 3 jsou použity na různé kompilace, 2 upadají v zapomnění.

### 2000 - 2002
V zimě 2000 přichází do kapely Vikk a obsazuje doposud začarovaný post baskytaristy. Kruh se uzavírá a SUFFER se na podzim roku 2001 odebírají do studia aby nahráli materiál na novou desku. Během týdne vzniká ve studiu Exponent (renomované studio ve slovenském městečku Hlohovec) 13 skladeb a jeden cover song. Materiál vychází o pár měsíců později pod názvem "4 Happy Guys And Beautiful Girls" (Samuel Recs. 006). Nová deska s novým nábojem a zvukem jasněji naznačuje, kam se bude kapela hudebně ubírat. SUFFER opět brázdí ČR křížem krážem, vydávají se na koncerty do sousedních států, v mezičase nahrávají další 3 skladby – dvě exkluzivně pro kompilaci "SK8 At All Hazzards! Vol. I." z produkce CZ sk8-punk firmy FINAL a jeden cover song od CZ hardcore legendy Kritická Situace pro plánovanou tribute kompilaci, která však nikdy nevyšla.

### 2003 - 2004
SUFFER nadále pilně koncertují a na jaře roku 2003 se vydávají na své první mini-tour po Německu a Polsku. Po návratu domů se opět věnují přípravě skladeb na nové album, které nahrávají na jaře 2004 opět ve studiu Exponent. CD s názvem "Thirteen" (Samuel Recs. 013) vychází v létě opět pod vlajkou Samuel Records. Stylově se skladby ubírají stejným směrem jako doposud, jen jsou více melodické a uhlazenější, za což si SUFFER vysluhují od jedněch pochvaly, druzí jim vyčítají odklon od HC kořenů. Během léta stačí SUFFER ještě natočit ve velmi skromných podmínkách svůj první klip k písni Secret Girl a objevit se na několika letních festivalech.

### 2005 - 2007
Další roky jsou pro SUFFER ve znamení koncertování a věnování se svým osobním životům. Potkávají se na pódiích s kapelami zvučných jmen (viz níže), poznávají nové přátele... Frontman Míra pracuje na zřízení nahrávacího studia, rodí se plán, že by další deska mohla vzniknout právě tam. Práce na nových skladbách jsou v plném proudu a SUFFER se opět zavírají do studia, tentokrát již ne do slovenského Exponentu, nýbrž do „téměř vlastního“ Studia Kamarád. Zde vzniká nový materiál, již plně v režii a produkci SUFFER pod taktovkou frontmana Míry a dlouholetého kamaráda Lukáše "Pohona" Doležala. V mezičase si SUFFER "odskakují" na další mini-tour po Německu. Po návratu domů s dobitými baterkami opět intenzivně věnují práci na novém materiálu. Výsledkem téměř roční práce je aktuální EP "Suffer Strikes Back!", kterým o sobě dávají SUFFER po dlouhých třech letech opět vědět. Album vzniklo od začátku do konce v rukách kapely, poprvé bez účasti Samuel Records a vychází v červnu 2007. Velkolepým koncertem ve své rodné Třeboni oslavují 10 let své existence a směle vykračují vstříc nové dekádě...

### 2008 - 2009
Rok 2008 znamená pro kapelu zásadní změnu a celkem slušnou čáru přes rozpočet. Z osobních důvodů (zahraniční mise) odchází basák Vikk a je potřeba najít rychlou a plnohodnotnou náhradu. Tou se stává frontman třeboňské kapely INSIDE PAIN Míra "MIDIN" Kajan, který se zhostil této role naprosto bravurně a s nadhledem. Rok se sešel s rokem Midin odchází studovat, Vikk se vrací na svůj původní post. Pomalu začínají přípravy na nové album, které by se mělo začít točit během jara 2010.

## Členové
- Míra "WYRYL" - zpěv, kytara
- Roman "FITIPALDI" - kytara, back vox
- Viktor "VIKK" - basa, drinky
- Honza "OPC" - bicí, řidič

## Diskografie
- 1998 - Shut Up And Suffer
- 2000 - When The Whales Die
- 2002 - 4 Happy Guys And Beautiful Girls
- 2004 - Thirteen
- 2007 - Suffer Strikes Back! (EP)
- 2012 - Bee-Songs From The A-Cide

### Recenze
- TENKRÁT, Tomáš. Dvacetiminutový sprint od Třeboně [online]. musicserver.cz, 25.8.2007. Dostupné online.
- VEDRAL, Honza. SUFFER: Už se nechceme nikam cpát [online]. filter.cz, 17.10.2007. Dostupné online.
- KVAK. SUFFER STRIKES BACK (EP) [online]. KvakPunkRock.cz. Dostupné v archivu pořízeném dne 2007-10-11.
- CZECHCORE. Suffer Strikes Back MCD [online]. czechcore.cz, 21.8.2007. Dostupné online.

### Rozhvory
- KVAK. SUFFER: "Vystupování, životní postoj a dialog s lidmi je to co nabízíme" [online]. KvakPunkRock.cz. Dostupné v archivu pořízeném dne 2009-02-11.
- IPUNK. Poprvé... Jana Vávry ze SUFFER [online]. ipunk.cz, 5.2.2009. Dostupné online.[nedostupný zdroj]